# Liga Femenina de voleibol argentino de 2024
La Liga Femenina de Voleibol Argentino de 2024 fue la vigésima octava edición del torneo más importante a nivel de clubes organizado por FeVA para equipos de voleibol femenino. En esta edición participaron dieciséis equipos, dando comienzo a la fase regular el 18 de enero de 2024 y finalizando el 21 de abril del mismo año.
El campeón defensor de la Liga Nacional fue el Boca Juniors tras haberse consagrado en la edición 2023 al vencer en la serie final 2 a 1 a San Lorenzo. A 14 equipos que disputaron la edición 2023 se le sumaron Sonder y Vélez, que ganaron su ascenso en la Liga Federal 2023.
El campeón del torneo fue el club riojano CEF 5, tras derrotar a Estudiantes de La Plata en dos partidos, consiguiendo su primera corona en la competencia y convirtiéndose en el segundo club del interior en conseguir el campeonato luego de Villa Dora en la temporada 2015-16. También se trató de la primera final nacional para Estudiantes, quien llegó a la instancia final tras dar la sorpresa batiendo en la semifinal al bicampeón vigente Boca Juniors.
El descenso a la Liga Federal fue para el club Tucumán de Gimnasia tras perder sus dos partidos en la zona permanencia.

## Equipos participantes
Los equipos que participaron de la edición XXVIII fueron:
- Boca Juniors (Ciudad de Buenos Aires)
- River Plate (Ciudad de Buenos Aires)
- Ferro (Ciudad de Buenos Aires)
- San Lorenzo de Almagro (Ciudad de Buenos Aires)
- Estudiantes de La Plata (La Plata)
- Gimnasia y Esgrima La Plata (La Plata)
- Banco Provincia (La Plata)
- San José (San José)
- Villa Dora (Santa Fe)
- Club Náutico Sportivo Avellaneda (Rosario)
- CEF 5 (La Rioja)
- Club Tucumán de Gimnasia (San Miguel de Tucumán)
- Selección Argentina Juvenil
- Universidad Nacional de La Matanza (UNLaM)
- Vélez Sarsfield
- Sonder (Rosario)

## Formato de competencia
El torneo se dividió en dos fases: la primera fase (fase regular), y la segunda fase (play off y ronda permanencia). La fase regular constó de ocho fines de semana de fase en los que los equipos se enfrentaron en un sistema de todos contra todos por suma de puntos. Los ocho mejores pasaron a los play offs y el resto disputó la ronda permanencia, la cual se compuso de dos grupos, en donde los dos primeros de cada uno se aseguraron la permanencia y los terceros y el cuarto jugaron un triangular donde el equipo que finalizó último perdió la categoría.
Como particularidades de esta edición pudieron citarse la actuación de River Plate como local en la ciudad bonaerense de Magdalena, el cese de la televisación nacional a través del canal DeporTV y el uso por parte de FeVA de la plataforma estadística de la Federación Cordobesa de Voley en lugar de la propia.

## Primera fase

### Tabla general
| Pos. | Equipo                      | Pts | Partidos | Partidos | Partidos | Sets | Sets | Sets  | Puntos | Puntos | Puntos |
| Pos. | Equipo                      | Pts | PJ       | PG       | PP       | SG   | SP   | SR    | PG     | PP     | PR     |
| ---- | --------------------------- | --- | -------- | -------- | -------- | ---- | ---- | ----- | ------ | ------ | ------ |
| 1.º  | Boca Juniors                | 44  | 15       | 15       | 0        | 45   | 4    | 11.25 | 1231   | 975    | 1.263  |
| 2.º  | C.E.F. N°5                  | 41  | 15       | 14       | 1        | 42   | 6    | 7.00  | 1159   | 859    | 1.349  |
| 3.º  | San Lorenzo                 | 39  | 15       | 13       | 2        | 41   | 11   | 3.73  | 1220   | 996    | 1.225  |
| 4.º  | Estudiantes de La Plata     | 33  | 15       | 11       | 4        | 36   | 17   | 2.12  | 1202   | 1073   | 1.120  |
| 5.º  | Club Sonder                 | 32  | 15       | 11       | 4        | 36   | 21   | 1.71  | 1305   | 1193   | 1.094  |
| 6.º  | River Plate                 | 27  | 15       | 8        | 7        | 33   | 24   | 1.38  | 1273   | 1153   | 1.104  |
| 7.º  | Club San José               | 25  | 15       | 10       | 5        | 33   | 28   | 1.18  | 1342   | 1281   | 1.048  |
| 8.º  | C.A. Villa Dora             | 25  | 15       | 9        | 6        | 31   | 28   | 1.11  | 1289   | 1310   | 0.984  |
| 9.º  | Ferro Carril Oeste          | 20  | 15       | 6        | 9        | 27   | 32   | 0.84  | 1235   | 1223   | 1.010  |
| 10.º | Náutico Sportivo Avellaneda | 18  | 15       | 6        | 9        | 27   | 35   | 0.77  | 1295   | 1346   | 0.962  |
| 11.º | Gimnasia y Esgrima L.P.     | 17  | 15       | 5        | 10       | 20   | 33   | 0.61  | 1137   | 1226   | 0.927  |
| 12.º | C.A. Vélez Sarsfield        | 13  | 15       | 5        | 10       | 16   | 35   | 0.46  | 1051   | 1191   | 0.882  |
| 13.º | Banco Provincia (LP)        | 12  | 15       | 3        | 12       | 20   | 36   | 0.56  | 1132   | 1237   | 0.915  |
| 14.º | UNLaM                       | 7   | 15       | 2        | 13       | 13   | 41   | 0.32  | 1077   | 1293   | 0.833  |
| 15.º | Tucumán de Gimnasia         | 4   | 15       | 1        | 14       | 10   | 42   | 0.24  | 936    | 1253   | 0.747  |
| 16.º | Argentina                   | 3   | 15       | 1        | 14       | 7    | 44   | 0.16  | 944    | 1219   | 0.774  |

|  | Avanza a play-offs |

Actualizado al 18-3-2024. Fuente: FeVA.

### Resultados

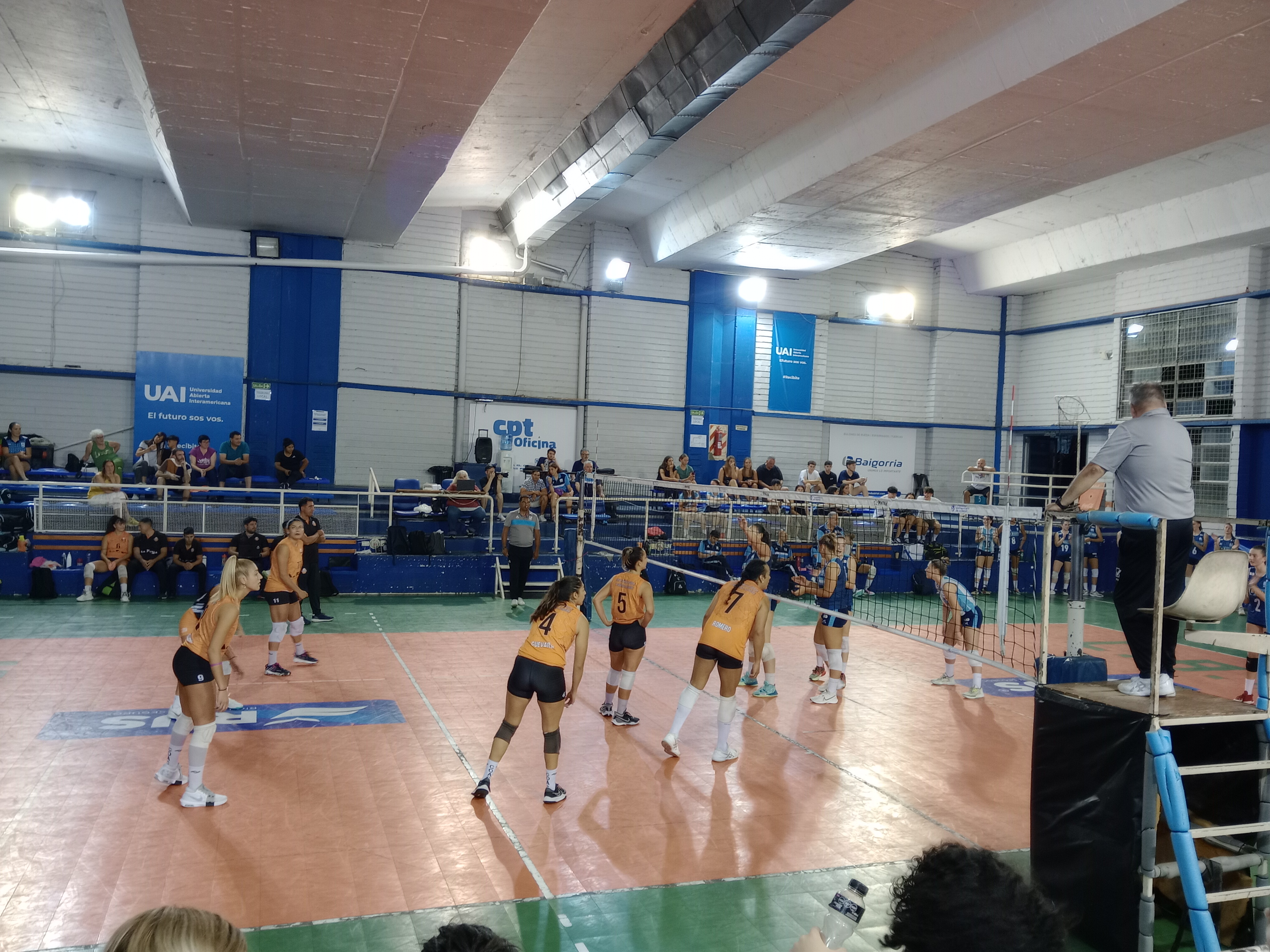
El campeón CEF 5, enfrentando a la selección juvenil argentina en un partido de la fase regular.

Fecha 1
| 18 de enero 21hs | Gimnasia LP | 0-3                             | San Lorenzo | Polideportivo Víctor Nethol, La Plata |  |
|                  |             | ( 20-25, 20-25, 15-25 ) Reporte |             |                                       |  |

| 18 de enero 21hs | Banco Provincia LP | 2-3                                          | Vélez Sarsfield | Club BPLP, City Bell |  |
|                  |                    | ( 25-19, 19-25, 25-22, 23-25, 9-15 ) Reporte |                 |                      |  |

| 19 de enero 21hs | Estudiantes de La Plata | 1-3                                 | Boca Juniors | Estadio 1, La Plata |  |
|                  |                         | ( 16/25 22/25 25/22 16/25 ) Reporte |              |                     |  |

| 19 de enero 21hs | CEF 5 | 3-0                           | Villa Dora | La Rioja, La Rioja |  |
|                  |       | ( 25/17 25/19 25/18 ) Reporte |            |                    |  |

| 19 de enero 22hs | Tucumán de Gimnasia | 1-3                                 | San José | Club Tucumán de Gimnasia, Tucumán |  |
|                  |                     | ( 29/27 14/25 14/25 18/25 ) Reporte |          |                                   |  |

| 9 de febrero 20hs | River Plate | 3-0                           | Vélez Sarsfield | Magdalena, Buenos Aires |  |
|                   |             | ( 25/23 25/17 25/21 ) Reporte |                 |                         |  |

| 20 de enero 20.30hs | UNLAM | 1-3                                 | Sonder | Universidad de La Matanza, La Matanza |  |
|                     |       | ( 25/23 23/25 13/25 23/25 ) Reporte |        |                                       |  |

| 20 de enero 21.30hs | Ferro | 2-3                                      | Náutico Avellaneda | Multiestadio Ferro, CABA |  |
|                     |       | ( 17/25 19/25 25/21 25/9 13/15 ) Reporte |                    |                          |  |

| 21 de enero 20hs | Tucumán de Gimnasia | 0-3                           | Villa Dora | Tucumán de Gimnasia, Tucumán |  |
|                  |                     | ( 16/25 14/25 14/25 ) Reporte |            |                              |  |

| 21 de enero 20.30hs | Estudiantes | 0-3                           | San Lorenzo | Estadio 1, La Plata |  |
|                     |             | ( 16/25 18/25 19/25 ) Reporte |             |                     |  |

| 21 de enero 20.30hs | Ferro | 1-3                                 | Sonder | Multiestadio Ferro, CABA |  |
|                     |       | ( 22/25 25/19 18/25 18/25 ) Reporte |        |                          |  |

| 21 de enero 20.30hs | UNLAM | 1-3                                 | Náutico Avellaneda | Universidad de La Matanza, La Matanza |  |
|                     |       | ( 19/25 25/16 15/25 16/25 ) Reporte |                    |                                       |  |

| 21 de enero 21hs | CEF 5 | 3-0                           | San José | La Rioja, La Rioja |  |
|                  |       | ( 25/22 25/16 25/17 ) Reporte |          |                    |  |

| 22 de enero 21hs | Gimnasia y Esgrima La Plata | 0-3                           | Boca Juniors | Polideportivo Víctor Nethol, La Plata |  |
|                  |                             | ( 18/25 23/25 35/37 ) Reporte |              |                                       |  |

Fecha 2
| 25 de enero 21.30 hs | Ferro | 0-3                           | Estudiante de La Plata | Multiestadio Ferro, CABA                |                                         |
|                      |       | ( 17/25 21/25 18/25 ) Reporte |                        | Árbitro(s): Emanuel Herrera Karina René | Árbitro(s): Emanuel Herrera Karina René |

| 25 de enero 21.30 hs | Banco Provincia LP | 0-3                           | CEF 5 | Club BPLP, City Bell |  |
|                      |                    | ( 16/25 13/25 16/25 ) Reporte |       |                      |  |

| 26 de enero 19 hs | Selección Argentina | 1-3                           | SONDER | Ana Petracca, CABA                      |                                         |
|                   |                     | ( 17/25 21/25 18/25 ) Reporte |        | Árbitro(s): Romina Acosta - Karina Rene | Árbitro(s): Romina Acosta - Karina Rene |

| 26 de enero 20.30 hs | River Plate | 3-0                           | Tucumán de Gimnasia | Magdalena, Magdalena |  |
|                      |             | ( 25/12 25/18 25/11 ) Reporte |                     |                      |  |

| 26 de enero 21.30 hs | Vélez Sarfield | 3-2                                       | Náutico Avellaneda | Ana Petracca, CABA |  |
|                      |                | ( 18/25 25/18 25/19 20/25 15/12 ) Reporte |                    |                    |  |

| 27 de enero 19 hs | Boca Juniors | 3-0                          | Tucumán de Gimnasia | Polideportivo Roberto Pando, CABA |  |
|                   |              | ( 25/18 25/21 25/7 ) Reporte |                     |                                   |  |

| 27 de enero 19 hs | Selección Argentina | 2-3                                      | Náutico Avellaneda | Ana Petracca, CABA |  |
|                   |                     | ( 25/19 15/25 25/18 15/25 6/15 ) Reporte |                    |                    |  |

| 27 de enero 20 hs | Banco Provincia LP | 0-3                           | San José | Club BPLP, City Bell |  |
|                   |                    | ( 19/25 22/25 20/25 ) Reporte |          |                      |  |

| 27 de enero 20.30 hs | River Plate | 2-3                                       | Villa Dora | Magdalena, Magdalena |  |
|                      |             | ( 23/25 21/25 25/19 27/25 12/15 ) Reporte |            |                      |  |

| 27 de enero 21.30 hs | Ferro | 3-0                          | Gimnasia y Esgrima La Plata | Multiestadio Ferro, CABA |  |
|                      |       | ( 25/20 25/19 25/9 ) Reporte |                             |                          |  |

| 27 de enero 21.30 hs | Vélez Sarfield | 0-3                           | SONDER | Ana Petracca, CABA |  |
|                      |                | ( 14/25 16/25 15/25 ) Reporte |        |                    |  |

| 27 de enero 21.30 hs | San Lorenzo | 2-3                                      | CEF 5 | Polideportivo Roberto Pando, CABA |  |
|                      |             | ( 23/25 25/17 25/21 18/25 8/15 ) Reporte |       |                                   |  |

| 28 de enero 19 hs | San Lorenzo | 3-1                                 | Tucumán de Gimnasia | Polideportivo Roberto Pando, CABA |  |
|                   |             | ( 22/25 25/13 25/12 25/17 ) Reporte |                     |                                   |  |

| 28 de enero 20 hs | River Plate | 2-3                                       | San José | Magdalena, Magdalena |  |
|                   |             | ( 25/20 18/25 25/23 17/25 11/15 ) Reporte |          |                      |  |

| 28 de enero 20 hs | Boca Juniors | 3-0                           | CEF 5 | Quinquela Martin, CABA |  |
|                   |              | ( 25/14 25/22 25/21 ) Reporte |       |                        |  |

| 28 de enero 20 hs | Banco Provincia LP | 2-3                                       | Villa Dora | Club BPLP, City Bell |  |
|                   |                    | ( 20/25 25/13 25/18 21/25 13/15 ) Reporte |            |                      |  |

Fecha 3
| Viernes 2 de febrero 20.30 hs | UNLAM | 0-3                           | Vélez Sarfield | UNLAM, La Matanza |  |
|                               |       | ( 30/32 15/25 19/25 ) Reporte |                |                   |  |

| Viernes 2 de febrero 21 hs | SONDER | 3-2                                       | Estudiantes de La Plata | Club Sonder, Rosario |  |
|                            |        | ( 20/25 25/21 22/25 25/15 15/13 ) Reporte |                         |                      |  |

| Viernes 2 de febrero 21 hs | Villa Dora | 1-3                                 | San Lorenzo | Andrés Meynet, Santa Fe |  |
|                            |            | ( 25/19 23/25 18/25 19/25 ) Reporte |             |                         |  |

| Viernes 2 de febrero 21.30 hs | Ferro | 3-0                           | Selección Argentina | Multiestadio Ferro, CABA |  |
|                               |       | ( 25/22 25/15 25/21 ) Reporte |                     |                          |  |

| Viernes 2 de febrero 21.30 hs | San José | 0-3                           | Boca Juniors | Estadio Ciudad de San José, San José |                              |
|                               |          | ( 25/27 17/25 22/25 ) Reporte |              | Asistencia: 650 espectadores         | Asistencia: 650 espectadores |

| Sábado 3 de febrero 20 hs | UNLAM | 2-3                                       | Selección Argentina | UNLAM, La Matanza |  |
|                           |       | ( 13/25 25/18 25/23 21/25 11/15 ) Reporte |                     |                   |  |

| Sábado 3 de febrero 21 hs | Náutico Avellaneda | 1-3                                 | Gimnasia y Esgrima La Plata | Ricardo Velasco, Rosario |  |
|                           |                    | ( 22/25 23/25 25/10 24/26 ) Reporte |                             |                          |  |

| Domingo 4 de febrero 20 hs | Ferro | 3-1                                 | Vélez Sarfield | Héctor Echart, CABA |  |
|                            |       | ( 22/25 25/22 25/14 25/18 ) Reporte |                |                     |  |

| Domingo 4 de febrero 20 hs | Villa Dora | 0-3                           | Boca Juniors | Andrés Meynet, Santa Fe |  |
|                            |            | ( 16/25 19/25 19/25 ) Reporte |              |                         |  |

| Domingo 4 de febrero 20 hs | San José | 0-3                           | San Lorenzo | Estadio Ciudad de San José, San José |                              |
|                            |          | ( 19/25 15/25 21/25 ) Reporte |             | Asistencia: 400 espectadores         | Asistencia: 400 espectadores |

| Domingo 4 de febrero 21 hs | SONDER | 3-0                           | Gimnasia y Esgrima La Plata | Club Sonder, Rosario |  |
|                            |        | ( 25/13 25/12 25/22 ) Reporte |                             |                      |  |

| Domingo 4 de febrero 21 hs | Náutico Avellaneda | 1-3                                 | Estudiantes de La Plata | Ricardo Velasco, Rosario |  |
|                            |                    | ( 20/25 25/15 29/31 17/25 ) Reporte |                         |                          |  |

| Jueves 8 de febrero 20.30 hs | UNLAM | 3-2                                       | Gimnasia y Esgrima La Plata | UNLAM, La Matanza |  |
|                              |       | ( 22/25 26/24 18/25 25/22 15/13 ) Reporte |                             |                   |  |

| Viernes 9 de febrero 20 hs | River Plate | 3-0                           | Vélez Sarfield | Polideportivo Magdalena, Magdalena |  |
|                            |             | ( 25/23 25/17 25/21 ) Reporte |                |                                    |  |

| Viernes 9 de febrero 20.30 hs | UNLAM | 0-3                           | Estudiantes de La Plata | UNLAM, La Matanza |  |
|                               |       | ( 22/25 21/25 22/25 ) Reporte |                         |                   |  |

Fecha 4
| 16/02/2024 - 20:30 | Universidad La Matanza | 0 - 3                         | Banco Provincia L.P. | Univ. Nac. de La Matanza, La Matanza     |                                          |
|                    |                        | ( 17/25 22/25 18/25 ) Reporte |                      | Árbitro(s): Monteros Carlos Lopez Victor | Árbitro(s): Monteros Carlos Lopez Victor |

| 16/02/2024 - 21:00 | Tucumán de Gimnasia | 0 - 3                        | Estudiantes de La Plata | Tucumán de Gimnasia, Tucumán             |                                          |
|                    |                     | ( 9/25 17/25 14/25 ) Reporte |                         | Árbitro(s): Vaca Roberto Ibañez Benjamin | Árbitro(s): Vaca Roberto Ibañez Benjamin |

| 16/02/2024 - 21:00 | C.E.F. N°5 | 3 - 0                         | Gimnasia y Esgrima L.P. | Polideportivo Evita, La Rioja               |                                             |
|                    |            | ( 25/15 25/14 25/19 ) Reporte |                         | Árbitro(s): Leal Federico Del Turco Agustin | Árbitro(s): Leal Federico Del Turco Agustin |

| 16/02/2024 - 21:00 | C.A. Villa Dora | 3 - 0                         | C.A. Vélez Sarsfield | Club Atl. Villa Dora, Santa Fe                 |                                                |
|                    |                 | ( 25/17 25/23 25/21 ) Reporte |                      | Árbitro(s): Pérez Pablo Sebastian Monzón Josué | Árbitro(s): Pérez Pablo Sebastian Monzón Josué |

| 16/02/2024 - 21:30 | Ferro Carril Oeste | 2 - 3   | River Plate | Estadio Hector Etchart, CABA                       |                                                    |
|                    |                    | Reporte |             | Árbitro(s): Cabrera Celso Ricardo Riccioni Mariano | Árbitro(s): Cabrera Celso Ricardo Riccioni Mariano |

| 17/02/2024 - 19:30 | Náutico Avellaneda | 2 - 3                                     | Boca Juniors | Estadio Velasco, Rosario                  |                                           |
|                    |                    | ( 17/25 20/25 25/21 25/23 12/15 ) Reporte |              | Árbitro(s): Serrano Cintia Vildoza Daniel | Árbitro(s): Serrano Cintia Vildoza Daniel |

| 17/02/2024 - 20:00 | Club Sonder | 0 - 3                         | San Lorenzo | Club Sonder, Rosario                                                           |                                                                                |
|                    |             | ( 18/25 21/25 19/25 ) Reporte |             | Asistencia: 492 espectadores Árbitro(s): Castañarez Gabriel Saint Girons Guido | Asistencia: 492 espectadores Árbitro(s): Castañarez Gabriel Saint Girons Guido |

| 17/02/2024 - 20:00 | Club San José | 3 - 0                         | Selección Argentina Juvenil | Estadio Ciudad de San Jose, San José   |                                        |
|                    |               | ( 25/21 25/19 25/14 ) Reporte |                             | Árbitro(s): Leiva Renzo Andrich Matias | Árbitro(s): Leiva Renzo Andrich Matias |

| 18/02/2024 - 19:00 | Club Sonder | 1 - 3                               | Boca Juniors | Club Sonder, Rosario                              |                                                   |
|                    |             | ( 16/25 16/25 26/24 18/25 ) Reporte |              | Árbitro(s): Saint Girons Guido Castañarez Gabriel | Árbitro(s): Saint Girons Guido Castañarez Gabriel |

| 18/02/2024 - 19:00 | Náutico Avellaneda | 0 - 3                         | San Lorenzo | Estadio Velasco, Rosario                   |                                            |
|                    |                    | ( 12/25 17/25 20/25 ) Reporte |             | Árbitro(s): Rosales Edgardo Serrano Cintia | Árbitro(s): Rosales Edgardo Serrano Cintia |

| 18/02/2024 - 20:00 | Ferro Carril Oeste | 3 - 2                                    | Banco Provincia L.P. | Estadio Hector Etchart, CABA              |                                           |
|                    |                    | ( 25/11 25/9 23/25 23/25 17/15 ) Reporte |                      | Árbitro(s): herrera Emanuel Bosio facundo | Árbitro(s): herrera Emanuel Bosio facundo |

| 18/02/2024 - 20:00 | Tucumán de Gimnasia | 1 - 3                               | Gimnasia y Esgrima L.P. | Tucumán de Gimnasia, Tucumán             |                                          |
|                    |                     | ( 17/25 26/24 19/25 17/25 ) Reporte |                         | Árbitro(s): Vaca Roberto Ibañez Benjamin | Árbitro(s): Vaca Roberto Ibañez Benjamin |

| 18/02/2024 - 20:00 | C.A. Villa Dora | 3 - 1                               | Selección Argentina Juvenil | Club Atl. Villa Dora, Santa Fe                   |                                                  |
|                    |                 | ( 25/23 22/25 25/17 27/25 ) Reporte |                             | Árbitro(s): Vildoza Daniel Pérez Pablo Sebastian | Árbitro(s): Vildoza Daniel Pérez Pablo Sebastian |

| 18/02/2024 - 20:00 | Club San José | 3 - 0                         | C.A. Vélez Sarsfield | Estadio Ciudad de San Jose, San José                                |                                                                     |
|                    |               | ( 25/17 28/26 25/15 ) Reporte |                      | Asistencia: 500 espectadores Árbitro(s): Andrich Matias Leiva Renzo | Asistencia: 500 espectadores Árbitro(s): Andrich Matias Leiva Renzo |

| 18/02/2024 - 20:30 | Universidad La Matanza | 0 - 3                         | River Plate | Univ. Nac. de La Matanza, La Matanza       |                                            |
|                    |                        | ( 16/25 18/25 14/25 ) Reporte |             | Árbitro(s): Riccioni Mariano Bagala Victor | Árbitro(s): Riccioni Mariano Bagala Victor |

| 18/02/2024 - 21:00 | C.E.F. N°5 | 3 - 0                         | Estudiantes de La Plata | Polideportivo Evita, La Rioja               |                                             |
|                    |            | ( 25/22 25/20 25/20 ) Reporte |                         | Árbitro(s): Agustin Del Turco Federico Leal | Árbitro(s): Agustin Del Turco Federico Leal |

Fecha 5
| 21/02/2024 - 20:00 | River Plate | 3 - 0                         | Argentina | Magdalena, Magdalena |  |
|                    |             | ( 25/10 25/18 25/13 ) Reporte |           |                      |  |

| 22/02/2024 - 21:00 | Banco Provincia L.P. | 3 - 0                         | Argentina | Club Bco. Prov. La Plata, City Bell       |                                           |
|                    |                      | ( 25/10 25/14 25/16 ) Reporte |           | Árbitro(s): Riccioni Mariano Lopez Victor | Árbitro(s): Riccioni Mariano Lopez Victor |

| 23/02/2024 - 21:00 | Club Sonder | 3 - 2                                     | Náutico Avellaneda | Club Sonder, Rosario                          |                                               |
|                    |             | ( 31/33 25/19 25/23 24/26 16/14 ) Reporte |                    | Árbitro(s): Saint Girons Guido Serrano Cintia | Árbitro(s): Saint Girons Guido Serrano Cintia |

| 23/02/2024 - 21:00 | Club San José | 3 - 2                                     | C.A. Villa Dora | Estadio Ciudad de San José, San José                                    |                                                                         |
|                    |               | ( 28/30 33/31 23/25 25/11 15/13 ) Reporte |                 | Asistencia: 500 espectadores Árbitro(s): Castañarez Gabriel Leiva Renzo | Asistencia: 500 espectadores Árbitro(s): Castañarez Gabriel Leiva Renzo |

| 23/02/2024 - 21:30 | Ferro Carril Oeste | 3 - 0                         | Universidad La Matanza | Estadio Hector Etchart, CABA         |                                      |
|                    |                    | ( 25/20 25/18 25/10 ) Reporte |                        | Árbitro(s): Rene Karina Lopez Victor | Árbitro(s): Rene Karina Lopez Victor |

| 23/02/2024 - 21:30 | C.A. Vélez Sarsfield | 3 - 0                         | Argentina | Estadio de Vóley "Ana Petracca", CABA      |                                            |
|                    |                      | ( 25/23 25/22 25/21 ) Reporte |           | Árbitro(s): Riccioni Mariano Bosio facundo | Árbitro(s): Riccioni Mariano Bosio facundo |

| 24/02/2024 - 20:00 | River Plate | 3 - 1                               | Banco Provincia L.P. | Magdalena, Magdalena                         |                                              |
|                    |             | ( 25/21 17/25 25/17 25/14 ) Reporte |                      | Árbitro(s): Monteros Carlos Riccioni Mariano | Árbitro(s): Monteros Carlos Riccioni Mariano |

| 25/02/2024 - 21:00 | C.E.F. N°5 | 3 - 0                         | Tucumán de Gimnasia | Polideportivo Evita, La Rioja               |                                             |
|                    |            | ( 25/16 25/13 25/16 ) Reporte |                     | Árbitro(s): Leal Federico Del Turco Agustin | Árbitro(s): Leal Federico Del Turco Agustin |

| 26/02/2024 - 21:00 | Boca Juniors | 3 - 0                         | San Lorenzo | Estadio Luis Conde, CABA                                            |                                                                     |
|                    |              | ( 25/19 25/18 25/17 ) Reporte |             | Asistencia: 500 espectadores Árbitro(s): Bagala Victor Lopez Victor | Asistencia: 500 espectadores Árbitro(s): Bagala Victor Lopez Victor |

| 27/02/2024 - 21:00 | Estudiantes de La Plata | 3 - 0                         | Gimnasia y Esgrima L.P. | Estadio J.L. Hisrchi, La Plata          |                                         |
|                    |                         | ( 25/19 25/18 25/23 ) Reporte |                         | Árbitro(s): herrera Emanuel Rene Karina | Árbitro(s): herrera Emanuel Rene Karina |

Fecha 6
| 01/03/2024 - 21:00 | Estudiantes de La Plata | 3 - 1   | Club San José | Estadio J.L. Hisrchi, La Plata           |                                          |
|                    |                         | Reporte |               | Árbitro(s): Robledo Matias Acosta Romina | Árbitro(s): Robledo Matias Acosta Romina |

| 01/03/2024 - 21:00 | Gimnasia y Esgrima L.P. | 1 - 3   | C.A. Villa Dora | Poli V. Nethol, La Plata                      |                                               |
|                    |                         | Reporte |                 | Árbitro(s): Villareal Andres Riccioni Mariano | Árbitro(s): Villareal Andres Riccioni Mariano |

| 01/03/2024 - 21:00 | C.E.F. N°5 | 3 - 0   | Ferro Carril Oeste | Polideportivo Evita, La Rioja                     |                                                   |
|                    |            | Reporte |                    | Árbitro(s): Del Turco Agustin Gonzalez Camila Noe | Árbitro(s): Del Turco Agustin Gonzalez Camila Noe |

| 01/03/2024 - 21:00 | Tucumán de Gimnasia | 0 - 3   | Universidad La Matanza | Tucumán de Gimnasia, Tucumán            |                                         |
|                    |                     | Reporte |                        | Árbitro(s): Vaca Roberto Burgos Antonio | Árbitro(s): Vaca Roberto Burgos Antonio |

| 01/03/2024 - 21:00 | San Lorenzo | 3 - 0   | C.A. Vélez Sarsfield | Roberto Pando, CABA                       |                                           |
|                    |             | Reporte |                      | Árbitro(s): Riccioni Mariano Lopez Victor | Árbitro(s): Riccioni Mariano Lopez Victor |

| 01/03/2024 - 21:00 | Boca Juniors | 3 - 0   | Argentina | Polideportivo Benito Quinquela Martín, CABA |                                           |
|                    |              | Reporte |           | Árbitro(s): Bosio facundo herrera Emanuel   | Árbitro(s): Bosio facundo herrera Emanuel |

| 02/03/2024 - 20:30 | Club Sonder | 3 - 1   | Banco Provincia L.P. | Club Sonder, Rosario                   |                                        |
|                    |             | Reporte |                      | Árbitro(s): Rene Karina Serrano Cintia | Árbitro(s): Rene Karina Serrano Cintia |

| 02/03/2024 - 20:30 | Náutico Avellaneda | 0 - 3   | River Plate | Estadio Velasco, Rosario                       |                                                |
|                    |                    | Reporte |             | Árbitro(s): Castañarez Gabriel Rosales Edgardo | Árbitro(s): Castañarez Gabriel Rosales Edgardo |

| 02/03/2024 - 20:30 | Boca Juniors | 3 - 0                         | C.A. Vélez Sarsfield | Polideportivo Benito Quinquela Martín, CABA |                                          |
|                    |              | ( 25/20 25/20 29/27 ) Reporte |                      | Árbitro(s): Lopez Victor Monteros Carlos    | Árbitro(s): Lopez Victor Monteros Carlos |

| 02/03/2024 - 20:30 | San Lorenzo | 3 - 0                         | Argentina | Roberto Pando, CABA                       |                                           |
|                    |             | ( 25/14 25/23 25/15 ) Reporte |           | Árbitro(s): Isaac martin Riccioni Mariano | Árbitro(s): Isaac martin Riccioni Mariano |

| 02/03/2024 - 21:00 | Gimnasia y Esgrima L.P. | 2 - 3   | Club San José | Poli V. Nethol, La Plata                   |                                            |
|                    |                         | Reporte |               | Árbitro(s): Acosta Romina Villareal Andres | Árbitro(s): Acosta Romina Villareal Andres |

| 02/03/2024 - 21:00 | Estudiantes de La Plata | 3 - 1   | C.A. Villa Dora | Estadio J.L. Hisrchi, La Plata             |                                            |
|                    |                         | Reporte |                 | Árbitro(s): herrera Emanuel Robledo Matias | Árbitro(s): herrera Emanuel Robledo Matias |

| 03/03/2024 - 20:00 | Club Sonder | 3 - 0   | River Plate | Club Sonder, Rosario                          |                                               |
|                    |             | Reporte |             | Árbitro(s): Serrano Cintia Saint Girons Guido | Árbitro(s): Serrano Cintia Saint Girons Guido |

| 03/03/2024 - 20:00 | Náutico Avellaneda | 3 - 1   | Banco Provincia L.P. | Estadio Velasco, Rosario                       |                                                |
|                    |                    | Reporte |                      | Árbitro(s): Rosales Edgardo Castañarez Gabriel | Árbitro(s): Rosales Edgardo Castañarez Gabriel |

| 03/03/2024 - 20:00 | Tucumán de Gimnasia | 2 - 3                                    | Ferro Carril Oeste | Tucumán de Gimnasia, Tucumán            |                                         |
|                    |                     | ( 25/19 25/18 19/25 13/25 8/15 ) Reporte |                    | Árbitro(s): Burgos Antonio Vaca Roberto | Árbitro(s): Burgos Antonio Vaca Roberto |

| 03/03/2024 - 21:00 | C.E.F. N°5 | 3 - 0   | Universidad La Matanza | Polideportivo Evita, La Rioja                     |                                                   |
|                    |            | Reporte |                        | Árbitro(s): Gonzalez Camila Noe Del Turco Agustin | Árbitro(s): Gonzalez Camila Noe Del Turco Agustin |

Fecha 7
| 07/03/2024 - 21:00 | Estudiantes de La Plata | 3 - 0                         | Banco Provincia L.P. | Estadio J.L. Hisrchi, La Plata           |                                          |
|                    |                         | ( 25/13 25/17 25/15 ) Reporte |                      | Árbitro(s): Lopez Victor Monteros Carlos | Árbitro(s): Lopez Victor Monteros Carlos |

| 07/03/2024 - 21:00 | Gimnasia y Esgrima L.P. | 0 - 3                         | River Plate | Poli V. Nethol, La Plata                                                |                                                                         |
|                    |                         | ( 26/28 20/25 21/25 ) Reporte |             | Asistencia: 157 espectadores Árbitro(s): Villareal Andres Bosio facundo | Asistencia: 157 espectadores Árbitro(s): Villareal Andres Bosio facundo |

| 08/03/2024 - 19:00 | Argentina | 0 - 3                         | Tucumán de Gimnasia | Estadio de Vóley "Ana Petracca", CABA |                                       |
|                    |           | ( 22/25 25/27 16/25 ) Reporte |                     | Árbitro(s): Bosio facundo Rene Karina | Árbitro(s): Bosio facundo Rene Karina |

| 08/03/2024 - 20:00 | San Lorenzo | 3 - 0                         | Ferro Carril Oeste | Roberto Pando, CABA                        |                                            |
|                    |             | ( 25/17 25/19 25/23 ) Reporte |                    | Árbitro(s): Monteros Carlos Robledo Matias | Árbitro(s): Monteros Carlos Robledo Matias |

| 08/03/2024 - 21:00 | C.A. Villa Dora | 0 - 3                         | Club Sonder | Club Atl. Villa Dora, Santa Fe             |                                            |
|                    |                 | ( 20/25 20/25 20/25 ) Reporte |             | Árbitro(s): Vildoza Daniel Gasser Emiliano | Árbitro(s): Vildoza Daniel Gasser Emiliano |

| 08/03/2024 - 21:00 | Club San José | 2 - 3                                     | Náutico Avellaneda | Estadio Ciudad de San José, San José                                    |                                                                         |
|                    |               | ( 21/25 25/20 25/16 19/25 14/16 ) Reporte |                    | Asistencia: 350 espectadores Árbitro(s): Castañarez Gabriel Leiva Renzo | Asistencia: 350 espectadores Árbitro(s): Castañarez Gabriel Leiva Renzo |

| 08/03/2024 - 21:00 | C.A. Vélez Sarsfield | 0 - 3                         | C.E.F. N°5 | Estadio de Vóley "Ana Petracca", CABA |                                      |
|                    |                      | ( 12/25 22/25 14/25 ) Reporte |            | Árbitro(s): Lopez Victor Rene Karina  | Árbitro(s): Lopez Victor Rene Karina |

| 08/03/2024 - 21:00 | Boca Juniors | 3 - 0                         | Universidad La Matanza | Polideportivo Benito Quinquela Martín, CABA |                                            |
|                    |              | ( 33/31 25/16 25/21 ) Reporte |                        | Árbitro(s): Riccioni Mariano Acosta Romina  | Árbitro(s): Riccioni Mariano Acosta Romina |

| 09/03/2024 - 20:00 | Banco Provincia L.P. | 3 - 0                         | Tucumán de Gimnasia | Club Bco. Prov. La Plata, La Plata     |                                        |
|                    |                      | ( 25/20 25/13 25/13 ) Reporte |                     | Árbitro(s): Acosta Romina Lopez Victor | Árbitro(s): Acosta Romina Lopez Victor |

| 09/03/2024 - 21:00 | River Plate | 1 - 3                               | C.E.F. N°5 | Microestadio de River Plate, CABA         |                                           |
|                    |             | ( 21/25 21/25 26/24 18/25 ) Reporte |            | Árbitro(s): Bagala Victor Monteros Carlos | Árbitro(s): Bagala Victor Monteros Carlos |

| 10/03/2024 - 19:00 | C.A. Vélez Sarsfield | 3 - 1                               | Tucumán de Gimnasia | Estadio de Vóley "Ana Petracca", CABA     |                                           |
|                    |                      | ( 25/16 19/25 25/15 26/24 ) Reporte |                     | Árbitro(s): Bagala Victor Monteros Carlos | Árbitro(s): Bagala Victor Monteros Carlos |

| 10/03/2024 - 20:00 | Club San José | 3 - 2                                     | Club Sonder | Estadio Ciudad de San José, San José       |                                            |
|                    |               | ( 25/20 22/25 25/27 25/17 15/12 ) Reporte |             | Árbitro(s): Leiva Renzo Castañarez Gabriel | Árbitro(s): Leiva Renzo Castañarez Gabriel |

| 10/03/2024 - 20:00 | C.A. Villa Dora | 3 - 1                               | Náutico Avellaneda | Club Atl. Villa Dora, Santa Fe             |                                            |
|                    |                 | ( 25/15 26/24 17/25 27/25 ) Reporte |                    | Árbitro(s): Gasser Emiliano Vildoza Daniel | Árbitro(s): Gasser Emiliano Vildoza Daniel |

| 10/03/2024 - 20:00 | Estudiantes de La Plata | 3 - 2                                     | River Plate | Estadio J.L. Hisrchi, La Plata         |                                        |
|                    |                         | ( 15/25 25/19 25/22 17/25 15/10 ) Reporte |             | Árbitro(s): Robledo Matias Rene Karina | Árbitro(s): Robledo Matias Rene Karina |

| 10/03/2024 - 20:00 | San Lorenzo | 3 - 0                         | Universidad La Matanza | Roberto Pando, CABA                             |                                                 |
|                    |             | ( 25/22 25/16 25/19 ) Reporte |                        | Árbitro(s): Acosta Romina Cabrera Celso Ricardo | Árbitro(s): Acosta Romina Cabrera Celso Ricardo |

| 10/03/2024 - 20:30 | Gimnasia y Esgrima L.P. | 3 - 1                               | Banco Provincia L.P. | Poli V. Nethol, La Plata                      |                                               |
|                    |                         | ( 26/24 21/25 25/16 28/26 ) Reporte |                      | Árbitro(s): Riccioni Mariano Villareal Andres | Árbitro(s): Riccioni Mariano Villareal Andres |

| 10/03/2024 - 21:00 | Argentina | 0 - 3                        | C.E.F. N°5 | Estadio de Vóley "Ana Petracca", CABA     |                                           |
|                    |           | ( 13/25 8/25 17/25 ) Reporte |            | Árbitro(s): Monteros Carlos Bagala Victor | Árbitro(s): Monteros Carlos Bagala Victor |

| 11/03/2024 - 21:00 | Boca Juniors | 3 - 0                         | Ferro Carril Oeste | Polideportivo Benito Quinquela Martín, CABA |                                      |
|                    |              | ( 25/15 25/20 25/22 ) Reporte |                    | Árbitro(s): Karina René Martín Isaac        | Árbitro(s): Karina René Martín Isaac |

Fecha 8
| 14/03/2024 - 19:00 | Argentina | 0 - 3                         | Gimnasia y Esgrima L.P. | Estadio de Vóley "Ana Petracca", CABA |             |
|                    |           | ( 16/25 23/25 21/25 ) Reporte |                         | Árbitro(s):                           | Árbitro(s): |

| 14/03/2024 - 21:30 | C.A. Vélez Sarsfield | 0 - 3                         | Estudiantes de La Plata | Estadio de Vóley "Ana Petracca", CABA |             |
|                    |                      | ( 14/25 21/25 21/25 ) Reporte |                         | Árbitro(s):                           | Árbitro(s): |

| 15/03/2024 - 19:00 | Tucumán de Gimnasia | 1 - 3                               | Club Sonder | Tucumán de Gimnasia, Tucumán |             |
|                    |                     | ( 25/19 14/25 18/25 19/25 ) Reporte |             | Árbitro(s):                  | Árbitro(s): |

| 15/03/2024 - 19:00 | Argentina | 0 - 3                         | Estudiantes de La Plata | Estadio de Vóley "Ana Petracca", CABA |             |
|                    |           | ( 20/25 19/25 18/25 ) Reporte |                         | Árbitro(s):                           | Árbitro(s): |

| 15/03/2024 - 21:00 | C.E.F. N°5 | 3 - 0                         | Náutico Avellaneda | Polideportivo Evita, La Rioja |             |
|                    |            | ( 25/19 25/14 25/11 ) Reporte |                    | Árbitro(s):                   | Árbitro(s): |

| 15/03/2024 - 21:00 | Club San José | 3 - 2                                     | Ferro Carril Oeste | Estadio Ciudad de San José, San José |             |
|                    |               | ( 25/20 20/25 23/25 25/22 15/11 ) Reporte |                    | Árbitro(s):                          | Árbitro(s): |

| 15/03/2024 - 21:00 | C.A. Villa Dora | 3 - 1                               | Universidad La Matanza | Club Atl. Villa Dora, Santa Fe |             |
|                    |                 | ( 25/22 25/23 22/25 25/19 ) Reporte |                        | Árbitro(s):                    | Árbitro(s): |

| 15/03/2024 - 21:30 | River Plate | 2 - 3                                     | San Lorenzo | Microestadio de River Plate, CABA |             |
|                    |             | ( 25/19 18/25 22/25 25/22 12/15 ) Reporte |             | Árbitro(s):                       | Árbitro(s): |

| 15/03/2024 - 21:30 | C.A. Vélez Sarsfield | 0 - 3                         | Gimnasia y Esgrima L.P. | Estadio de Vóley "Ana Petracca", CABA |             |
|                    |                      | ( 16/25 25/27 21/25 ) Reporte |                         | Árbitro(s):                           | Árbitro(s): |

| 16/03/2024 - 20:00 | Banco Provincia L.P. | 1 - 3                               | San Lorenzo | Club Bco. Prov. La Plata, La Plata |             |
|                    |                      | ( 18/25 25/20 18/25 12/25 ) Reporte |             | Árbitro(s):                        | Árbitro(s): |

| 16/03/2024 - 21:00 | River Plate | 0 - 3                         | Boca Juniors | Microestadio de River Plate, CABA |             |
|                    |             | ( 18/25 23/25 20/25 ) Reporte |              | Árbitro(s):                       | Árbitro(s): |

| 17/03/2024 - 20:00 | Tucumán de Gimnasia | 0 - 3                         | Náutico Avellaneda | Tucumán de Gimnasia, Tucumán |             |
|                    |                     | ( 21/25 24/26 22/25 ) Reporte |                    | Árbitro(s):                  | Árbitro(s): |

| 17/03/2024 - 20:00 | Club San José | 3 - 2                                     | Universidad La Matanza | Estadio Ciudad de San Jose, San José |             |
|                    |               | ( 23/25 25/14 26/28 25/18 15/13 ) Reporte |                        | Árbitro(s):                          | Árbitro(s): |

| 17/03/2024 - 20:00 | C.A. Villa Dora | 3 - 2                                     | Ferro Carril Oeste | Club Atl. Villa Dora, Santa Fe |             |
|                    |                 | ( 19/25 25/19 21/25 25/14 16/14 ) Reporte |                    | Árbitro(s):                    | Árbitro(s): |

| 17/03/2024 - 20:00 | Banco Provincia L.P. | 0 - 3                         | Boca Juniors | Club Bco. Prov. La Plata, La Plata |             |
|                    |                      | ( 22/25 21/25 19/25 ) Reporte |              | Árbitro(s):                        | Árbitro(s): |

| 17/03/2024 - 21:00 | C.E.F. N°5 | 3 - 0                         | Club Sonder | Polideportivo Evita, La Rioja |             |
|                    |            | ( 25/17 25/20 25/21 ) Reporte |             | Árbitro(s):                   | Árbitro(s): |

## Play-outs

### Zona A
| Pos. | Equipo               | Pts | Partidos | Partidos | Partidos | Sets | Sets | Sets | Puntos | Puntos | Puntos |
| Pos. | Equipo               | Pts | PJ       | PG       | PP       | SG   | SP   | SR   | PG     | PP     | PR     |
| ---- | -------------------- | --- | -------- | -------- | -------- | ---- | ---- | ---- | ------ | ------ | ------ |
| 1.º  | Ferro Carril Oeste   | 6   | 2        | 2        | 0        | 6    | 0    | -    | 150    | 95     | 1.579  |
| 2.º  | Banco Provincia (LP) | 3   | 2        | 1        | 1        | 3    | 3    | 1    | 132    | 122    | 1.082  |
| 3.º  | C.A. Vélez Sarsfield | 0   | 2        | 0        | 2        | 0    | 6    | 0.00 | 85     | 150    | 0.567  |

|  |                  |
|  | A zona descenso. |

### Resultados
| 23/03/2024 - 20:00 | C.A. Vélez Sarsfield | 0 - 3                         | Banco Provincia L.P. | Estadio Multideportivo Ferro Carril Oeste, CABA |                                         |
|                    |                      | ( 14/25 19/25 14/25 ) Reporte |                      | Árbitro(s): Bagala Victor Acosta Romina         | Árbitro(s): Bagala Victor Acosta Romina |

| 24/03/2024 - 20:00 | Ferro Carril Oeste | 3 - 0                         | C.A. Vélez Sarsfield | Estadio Multideportivo Ferro Carril Oeste, CABA |                                             |
|                    |                    | ( 25/10 25/17 25/11 ) Reporte |                      | Árbitro(s): herrera Emanuel Monteros Carlos     | Árbitro(s): herrera Emanuel Monteros Carlos |

| 25/03/2024 - 21:30 | Ferro Carril Oeste | 3 - 0                         | Banco Provincia L.P. | Estadio Multideportivo Ferro Carril Oeste, CABA |                                        |
|                    |                    | ( 25/23 25/17 25/17 ) Reporte |                      | Árbitro(s): Rene Karina Robledo Matias          | Árbitro(s): Rene Karina Robledo Matias |

### Zona B
| Pos. | Equipo                      | Pts | Partidos | Partidos | Partidos | Sets | Sets | Sets | Puntos | Puntos | Puntos |
| Pos. | Equipo                      | Pts | PJ       | PG       | PP       | SG   | SP   | SR   | PG     | PP     | PR     |
| ---- | --------------------------- | --- | -------- | -------- | -------- | ---- | ---- | ---- | ------ | ------ | ------ |
| 1.º  | Náutico Sportivo Avellaneda | 7   | 3        | 3        | 0        | 9    | 4    | 2.25 | 297    | 251    | 1.183  |
| 2.º  | UNLaM                       | 7   | 3        | 2        | 1        | 8    | 4    | 2.00 | 260    | 253    | 1.028  |
| 3.º  | Gimnasia y Esgrima L.P.     | 3   | 3        | 1        | 2        | 3    | 6    | 0.50 | 181    | 199    | 0.910  |
| 4.º  | Tucumán de Gimnasia         | 1   | 3        | 0        | 3        | 3    | 9    | 0.33 | 242    | 277    | 0.874  |

|  |                  |
|  | A zona descenso. |

### Resultados
| 22/03/2024 - 19:00 | Gimnasia y Esgrima L.P. | 0 - 3                         | Universidad La Matanza | Estadio Velasco, Rosario                   |                                            |
|                    |                         | ( 20/25 20/25 21/25 ) Reporte |                        | Árbitro(s): Serrano Cintia Chunco Cristian | Árbitro(s): Serrano Cintia Chunco Cristian |

| 22/03/2024 - 21:00 | Náutico Avellaneda | 3 - 2                                     | Tucumán de Gimnasia | Estadio Velasco, Rosario                       |                                                |
|                    |                    | ( 25/22 20/25 28/26 24/26 15/12 ) Reporte |                     | Árbitro(s): Chunco Cristian Saint Girons Guido | Árbitro(s): Chunco Cristian Saint Girons Guido |

| 23/03/2024 - 19:00 | Gimnasia y Esgrima L.P. | 3 - 0                         | Tucumán de Gimnasia | Estadio Velasco, Rosario                      |                                               |
|                    |                         | ( 25/19 25/19 25/11 ) Reporte |                     | Árbitro(s): Serrano Cintia Saint Girons Guido | Árbitro(s): Serrano Cintia Saint Girons Guido |

| 23/03/2024 - 21:00 | Náutico Avellaneda | 3 - 2                                    | Universidad La Matanza | Estadio Velasco, Rosario                       |                                                |
|                    |                    | ( 22/25 25/23 25/13 23/25 15/9 ) Reporte |                        | Árbitro(s): Chunco Cristian Saint Girons Guido | Árbitro(s): Chunco Cristian Saint Girons Guido |

| 24/03/2024 - 19:00 | Universidad La Matanza | 3 - 1                               | Tucumán de Gimnasia | Estadio Velasco, Rosario                    |                                             |
|                    |                        | ( 25/19 15/25 25/21 25/17 ) Reporte |                     | Árbitro(s): Vildoza Daniel Cagiao Sebastian | Árbitro(s): Vildoza Daniel Cagiao Sebastian |

| 24/03/2024 - 21:00 | Náutico Avellaneda | 3 - 0                        | Gimnasia y Esgrima L.P. | Estadio Velasco, Rosario                   |                                            |
|                    |                    | ( 25/15 25/22 25/8 ) Reporte |                         | Árbitro(s): Chunco Cristian Serrano Cintia | Árbitro(s): Chunco Cristian Serrano Cintia |

### Zona permanencia
| Pos. | Equipo                  | Pts | Partidos | Partidos | Partidos | Sets | Sets | Sets | Puntos | Puntos | Puntos |
| Pos. | Equipo                  | Pts | PJ       | PG       | PP       | SG   | SP   | SR   | PG     | PP     | PR     |
| ---- | ----------------------- | --- | -------- | -------- | -------- | ---- | ---- | ---- | ------ | ------ | ------ |
| 1.º  | Gimnasia y Esgrima L.P. | 5   | 2        | 2        | 0        | 6    | 2    | 3.00 | 189    | 147    | 1.286  |
| 2.º  | C.A. Vélez Sarsfield    | 4   | 2        | 1        | 1        | 5    | 4    | 1.25 | 200    | 205    | 0.976  |
| 3.º  | Tucumán de Gimnasia     | 0   | 2        | 0        | 2        | 1    | 6    | 0.17 | 135    | 172    | 0.785  |

|  |                          |
|  | Descenso a liga federal. |

#### Resultados
| 5/04/2024 - 21:00 | Gimnasia y Esgrima LP | 3 - 0                         | Tucumán de Gimnasia | Estadio Victor Nethol, La Plata |  |
|                   |                       | ( 25/22 25/11 25/11 ) Reporte |                     |                                 |  |

| 6/04/2024 - 21:00 | Vélez Sarsfield | 3 - 1                               | Tucumán de Gimnasia | Estadio Victor Nethol, La Plata |  |
|                   |                 | ( 25/23 25/21 22/25 25/22 ) Reporte |                     |                                 |  |

| 7/04/2024 - 20:30 | Gimnasia y Esgrima LP | 3 - 2                                     | Vélez Sarsfield | Estadio Victor Nethol, La Plata |  |
|                   |                       | ( 25/15 24/26 25/22 23/25 17/15 ) Reporte |                 |                                 |  |

## Play-offs
|  | Cuartos de final | Cuartos de final | Cuartos de final | Cuartos de final |   |              | Semifinal    | Semifinal | Semifinal | Semifinal |  |                | Final          | Final | Final | Final |  |
|  |                  |                  |                  |                  |   |              |              |           |           |           |  |                |                |       |       |       |  |
|  |                  |                  |                  |                  |   |              |              |           |           |           |  |                |                |       |       |       |  |
|  | 1                | Boca Juniors     | 3                | 3                |   |              |              |           |           |           |  |                |                |       |       |       |  |
|  | 1                | Boca Juniors     | 3                | 3                |   |              |              |           |           |           |  |                |                |       |       |       |  |
|  | 8                | C. A. Villa Dora | 1                | 0                |   |              |              |           |           |           |  |                |                |       |       |       |  |
|  | 8                | C. A. Villa Dora | 1                | 0                |   | Boca Juniors | Boca Juniors | 0         | 2         |           |  |                |                |       |       |       |  |
|  |                  |                  |                  |                  |   | Boca Juniors | Boca Juniors | 0         | 2         |           |  |                |                |       |       |       |  |
|  |                  |                  | Estudiantes LP   | Estudiantes LP   | 3 | 3            |              |           |           |           |  |                |                |       |       |       |  |
|  | 4                | Estudiantes LP   | Estudiantes LP   | Estudiantes LP   | 3 | 3            | 3            | 3         |           |           |  |                |                |       |       |       |  |
|  | 4                | Estudiantes LP   |                  |                  |   |              |              |           |           |           |  |                |                |       |       |       |  |
|  | 5                | Club Sonder      | 0                | 2                |   |              |              |           |           |           |  |                |                |       |       |       |  |
|  | 5                | Club Sonder      | 0                | 2                |   |              |              |           |           |           |  | Estudiantes LP | Estudiantes LP | 0     | 0     |       |  |
|  |                  |                  |                  |                  |   |              |              |           |           |           |  | Estudiantes LP | Estudiantes LP | 0     | 0     |       |  |
|  |                  |                  | CEF 5            | CEF 5            | 3 | 3            |              |           |           |           |  |                |                |       |       |       |  |
|  | 2                | CEF 5            | CEF 5            | CEF 5            | 3 | 3            | 3            | 3         |           |           |  |                |                |       |       |       |  |
|  | 2                | CEF 5            |                  |                  |   |              |              |           |           |           |  |                |                |       |       |       |  |
|  | 7                | San José         | 0                | 0                |   |              |              |           |           |           |  |                |                |       |       |       |  |
|  | 7                | San José         | 0                | 0                |   | CEF 5        | CEF 5        | 3         | 3         |           |  |                |                |       |       |       |  |
|  |                  |                  |                  |                  |   | CEF 5        | CEF 5        | 3         | 3         |           |  |                |                |       |       |       |  |
|  |                  |                  | San Lorenzo      | San Lorenzo      | 1 | 0            |              |           |           |           |  |                |                |       |       |       |  |
|  | 3                | San Lorenzo      | San Lorenzo      | San Lorenzo      | 1 | 0            | 3            | 3         |           |           |  |                |                |       |       |       |  |
|  | 3                | San Lorenzo      |                  |                  |   |              |              |           |           |           |  |                |                |       |       |       |  |
|  | 6                | River Plate      | 1                | 0                |   |              |              |           |           |           |  |                |                |       |       |       |  |
|  | 6                | River Plate      | 1                | 0                |   |              |              |           |           |           |  |                |                |       |       |       |  |
|  |                  |                  |                  |                  |   |              |              |           |           |           |  |                |                |       |       |       |  |

### Resultados

#### Cuartos de final
| 21/03/2024 - 21:30 | River Plate | 1 - 3                               | San Lorenzo | Microestadio de River Plate, CABA      |                                        |
|                    |             | ( 25/27 20/25 20/25 11/25 ) Reporte |             | Árbitro(s): Robledo Matias Rene Karina | Árbitro(s): Robledo Matias Rene Karina |

| 22/03/2024 - 21:00 | C.A. Villa Dora | 1 - 3                               | Boca Juniors | Club Atl. Villa Dora, Santa Fe                       |                                                      |
|                    |                 | ( 20/25 25/19 17/25 14/25 ) Reporte |              | Árbitro(s): Castañarez Gabriel Pérez Pablo Sebastian | Árbitro(s): Castañarez Gabriel Pérez Pablo Sebastian |

| 22/03/2024 - 21:00 | Club San José | 0 - 3                         | C.E.F. N°5 | Estadio Ciudad de San José, San José       |                                            |
|                    |               | ( 19/25 13/25 14/25 ) Reporte |            | Árbitro(s): Gasser Emiliano Vildoza Daniel | Árbitro(s): Gasser Emiliano Vildoza Daniel |

| 23/03/2024 - 21:00 | Club Sonder | 0 - 3                         | Estudiantes de La Plata | Club Sonder, Rosario                       |                                            |
|                    |             | ( 21/25 21/25 24/26 ) Reporte |                         | Árbitro(s): Chunco Cristian Vildoza Daniel | Árbitro(s): Chunco Cristian Vildoza Daniel |

| 26/03/2024 - 20:30 | Boca Juniors | 3 - 0                         | C.A. Villa Dora | Polideportivo Benito Quinquela Martín, CABA       |                                                   |
|                    |              | ( 26/24 25/16 26/24 ) Reporte |                 | Árbitro(s): Monteros Carlos Cabrera Celso Ricardo | Árbitro(s): Monteros Carlos Cabrera Celso Ricardo |

| 26/03/2024 - 21:00 | C.E.F. N°5 | 3 - 0                         | Club San José | Polideportivo Evita, La Rioja                     |                                                   |
|                    |            | ( 25/16 25/15 25/15 ) Reporte |               | Árbitro(s): Del Turco Agustin Gonzalez Camila Noe | Árbitro(s): Del Turco Agustin Gonzalez Camila Noe |

| 26/03/2024 - 21:00 | San Lorenzo | 3 - 0                         | River Plate | Roberto Pando, CABA                     |                                         |
|                    |             | ( 25/21 26/24 25/22 ) Reporte |             | Árbitro(s): Acosta Romina Bagala Victor | Árbitro(s): Acosta Romina Bagala Victor |

| 27/03/2024 - 21:00 | Estudiantes de La Plata | 3 - 2                                    | Club Sonder | Estadio J.L. Hirschi, La Plata               |                                              |
|                    |                         | ( 17/25 25/20 19/25 25/21 15/8 ) Reporte |             | Árbitro(s): Emanuel Herrera Andres Villareal | Árbitro(s): Emanuel Herrera Andres Villareal |

#### Semifinales
| 4/04/2024 - 21:00 | Estudiantes de La Plata | 3 - 0                         | Boca Juniors | Estadio Uno, La Plata |  |
|                   |                         | ( 26/24 25/19 25/17 ) Reporte |              |                       |  |

| 4/04/2024 - 21:30 | San Lorenzo | 1 - 3                               | CEF 5 | Polideportivo Roberto Pando, CABA |  |
|                   |             | ( 20/25 25/12 17/25 15/25 ) Reporte |       |                                   |  |

| 8/04/2024 - 21:30 | Boca Juniors | 2 - 3                                     | Estudiantes de La Plata | Estadio Quinquela Martín, CABA |  |
|                   |              | ( 25/18 25/12 25/27 22/25 12/15 ) Reporte |                         |                                |  |

| 8/04/2024 - 21:30 | CEF 5 | 3 - 0                         | San Lorenzo | Polideportivo Evita, La Rioja |  |
|                   |       | ( 25/22 25/15 25/15 ) Reporte |             |                               |  |

#### Final
| 13/04/2024 - 20:00 | Estudiantes de La Plata | 0 - 3                         | CEF 5 | Estadio J.L. Hirschi, La Plata |  |
|                    |                         | ( 17/25 14/25 16/25 ) Reporte |       |                                |  |

| 21/04/2024 - 21:30 | CEF 5 | 3 - 0                         | Estudiantes de La Plata | Estadio Superdomo, La Rioja |  |
|                    |       | ( 25/17 25/17 25/22 ) Reporte |                         |                             |  |